# Gyrosigma
Gyrosigma ist eine Gattung der Kieselalgen (Bacillariophyta) mit etwa 30 Arten, die in Süß- und Meerwasser vorkommen.

## Merkmale
Die Vertreter sind große Einzelzellen. Sie besitzen die für Kieselalgen typischen Kieselschalen aus zwei Theken. In Schalenansicht ist ihre Schale sigmoid, d. h. an den beiden Enden in entgegengesetzte Richtungen gebogen. In Seitenansicht sind sie rechteckig. Die zwei Plastiden pro Zelle sind langgestreckt, plattenförmig und liegen den Gürtelbändern an. An der Innenseite der Plastiden sitzen etliche Pyrenoide. Der Zellkern sitzt im Zentrum der Zelle. Beide Schalen besitzen in der Mitte eine Raphe und sehr feine Punktierungen. Die Zellen sind zu Kriechbewegungen fähig. Selten befinden sich mehrere Zellen zusammen in einer Schleimröhre. Die Zellen sind zwischen 60 und 180 Mikrometer lang.
Die ungeschlechtliche Fortpflanzung erfolgt durch die typische Zweiteilung der Kieselalgen. Geschlechtliche Fortpflanzung ist bei Gyrosigma nicht bekannt. 

## Vorkommen
Gyrosigma kommt vorwiegend im Meer vor. Sie ist auch im Brackwasser und in oligo- bis eutrophem Süßwasser häufig vertreten. 

## Belege
- Karl-Heinz Linne von Berg, Michael Melkonian u. a.: Der Kosmos-Algenführer. Die wichtigsten Süßwasseralgen im Mikroskop. Kosmos, Stuttgart 2004, ISBN 3-440-09719-6, S. 220.